# Ama (Bhoutan)
Pour les articles homonymes, voir Ama.
Ama est un village du Bhoutan, dans le district de Wangdue Phodrang